# Luc Roosen
Luc Roosen (Opglabbeek, 17 september 1964) is een voormalig Belgisch wielrenner. Roosen stond bekend als een renner die goed bergop kon rijden. In 1991 won hij de Ronde van Zwitserland.

## Overwinningen
1984
- Hasselt-Spa-Hasselt

1986
- 4e etappe deel B Dauphiné-Libéré

1987
- 6e etappe Midi Libre

1988
- Ronde van de Haut-Var
- 5e etappe Ronde van Zwitserland

1989
- 4e etappe Ruta del Sol
- 4e etappe deel A Ronde van de Middellandse Zee
- 2e etappe Schwanenbrau Cup

1990
- Klimmerstrofee
- 7e etappe Dauphiné-Libéré
- 3e etappe Ronde van Zwitserland

1991
- 3e etappe deel A Ronde van de Middellandse Zee
- 4e etappe Ronde van de Vaucluse
- 2e etappe Ronde van Zwitserland
- Eindklassement Ronde van Zwitserland

1996
- 9e etappe Ronde van Oostenrijk

## Resultaten in voornaamste wedstrijden
| Jaar | Ronde van Italië | Ronde van Frankrijk | Ronde van Spanje |
| ---- | ---------------- | ------------------- | ---------------- |
| 1986 |                  | 103e                |                  |
| 1987 |                  | 104e                |                  |
| 1988 |                  |                     |                  |
| 1989 |                  | 27e                 |                  |
| 1990 |                  |                     |                  |
| 1991 |                  |                     | 37e              |
| 1992 | opgave           | opgave              |                  |
| 1993 |                  | 83e                 |                  |
| 1994 |                  | 68e                 |                  |
| 1995 |                  |                     |                  |
| 1997 |                  |                     |                  |

| Jaar | Milaan-San Remo | Gent-Wevelgem | Amstel Gold Race | Luik-Bast.‑Luik | Ronde van Lombardije | Waalse Pijl | Rund um den Henninger-Turm |  | WK op de weg |  | Wereldranglijsten |
| ---- | --------------- | ------------- | ---------------- | --------------- | -------------------- | ----------- | -------------------------- |  | ------------ |  | ----------------- |
| 1986 |                 |               |                  |                 |                      |             |                            |  |              |  |                   |
| 1987 |                 |               |                  |                 |                      |             |                            |  |              |  |                   |
| 1988 |                 |               | 62e              | 6e              | 4e                   | 42e         | 20e                        |  |              |  | 8e (UWB)          |
| 1989 | 35e             |               | 41e              | 35e             | ↑                    | 10e         | 4e                         |  | 32e          |  | 26e (UWB)         |
| 1990 |                 |               | ↑                | 5e              |                      | 48e         |                            |  |              |  |                   |
| 1991 |                 |               | 28e              | 109e            | 20e                  | 60e         |                            |  | 23e          |  |                   |
| 1992 | 25e             |               | 5e               | 13e             | 59e                  | 7e          |                            |  | 9e           |  | 11e (UWB)         |
| 1993 | 20e             |               | 41e              | 16e             | 16e                  | 27e         | 17e                        |  |              |  |                   |
| 1994 | 33e             |               |                  | 25e             |                      | 19e         | 22e                        |  |              |  |                   |
| 1995 |                 | Brons         | 33e              |                 |                      | 61e         |                            |  |              |  |                   |
| 1997 |                 |               |                  | 32e             |                      | 68e         |                            |  |              |  |                   |